# Marian Dąbrowski
Pour les articles homonymes, voir Dąbrowski.
Marian Dąbrowski, né le 27 septembre 1878 à Mielec (en Galicie, alors en Autriche-Hongrie) et mort le 27 septembre 1958  à Miami, est un journaliste, entrepreneur et éditeur polonais.
Entre 1903 et 1907, il fait des études de lettres à l'université Jagellonne de Cracovie. Il commence une carrière d'enseignant avant de devenir secrétaire dans les bureaux du journal « Ilustracja Polska ». En 1908, il devient journaliste au « Głos Narodu », puis au « Ilustrowany Kurier Codzienny ».
Après la Première Guerre mondiale, il commence à créer son empire de presse. En 1918, il crée le théâtre Bagatela à Cracovie.
En 1927, il rachète le magazine « Nowa Reforma ».
De 1921 à 1935, il est membre de la Diète polonaise au Parlement polonais dans les rangs du Parti paysan polonais. 
Marian Dąbrowski est pendant l'entre-deux-guerres, sous la Deuxième République de Pologne, un magnat influent de la presse polonaise. Entre 1935 et 1939, il soutient le développement du sport en Pologne. Il fait découvrir aux Polonais, le charme et les loisirs, notamment sportifs, des montagnes des Tatras, il est fait citoyen d'honneur de la ville de Zakopane.
Au tout début de la Seconde Guerre mondiale, il fuit son pays et se réfugie en France avec le gouvernement polonais (notamment à Angers). Après l'armistice de juin 1940, il réussit à quitter la France et embarque pour la Floride. Son empire de presse s'écroule et Dąbrowski est définitivement ruiné. Il meurt à Miami le jour même de ses 80 ans en 1958. Des années plus tard, l'urne avec ses cendres est transférée au cimetière Rakowicki de Cracovie.